# Chorilia longipes
Chorilia longipes är en kräftdjursart som beskrevs av James Dwight Dana 1851. Chorilia longipes ingår i släktet Chorilia och familjen Pisidae. Inga underarter finns listade i Catalogue of Life.